# Tenedos andes
Tenedos andes là một loài nhện trong họ Zodariidae.
Loài này thuộc chi Tenedos. Tenedos andes được Rudy Jocqué & Léon Baert miêu tả năm 2002.